# Bonnievale
Bonnievale is een klein stadje in de Zuid-Afrikaanse provincie West-Kaap   en werd gesticht in 1922. Bonnievale behoort tot de gemeente Langeberg dat onderdeel van het distric Kaapse Wynland is. In 2011 had de stad 9092 inwoners, van wie 974 (10,7%) blank waren.

## Geschiedenis
De stad werd gesticht nadat Christopher Rigg een stuk land langs de Breede River kocht met geld dat hij verdiende op de Barberton-goudvelden. Het land heette oorspronkelijk Bosjesmansdrift. Hij legde een irrigatiekanaal uit de rivier.
In 1902 werd een spoorwegstation gebouwd in de buurt van de stad aan de spoorlijn Kaapstad - Port Elizabeth, genaamd Vale. Rigg verdeelde zijn land, verkocht de percelen en noemde de stad Bonnievale naar het station. In 1917 nam het station ook de naam aan.

## Wijk
De wijk staat bekend om zijn mosselwijnen, sherry en cognac. In de wijk worden ook gele perziken, abrikozen en kaas verbouwd. Er zijn drie coöperatieve wijnmakerijen.

## Bekende personen uit Bonnievale
- Breyten Breytenbach (1939-2024), schrijver en dichter

## Grootste subplaatsen (Sub Place)
Mountain View